# Claudio Lafarga
Claudio Lafarga (Ciudad de México, 25 de julio de 1979)  Es actor de cine, teatro y televisión mexicano  

## Carrera
Ha participado en las series La Doña (Vix, 2022), Narcos México T3 (Netflix, 2021), Sitiados México (Star+, 2019), Los pecados de Bárbara (Blim, 2019) y Guerra de ídolos (Telemundo, 2017) por mencionar algunas.
En cine protagonizó las cintas No es no (2021) de Félix Limardo, El que busca encuentra (2017) de Pedro Pablo Ibarra, Alicia en el país de María (2015) de Jesús Magaña y 2033. También participó en Adentro, 2 + 2, Obediencia Perfecta y Treintona, soltera y fantástica.
Fue miembro del elenco estable de la Compañía Nacional de Teatro (2010- 2012). En su paso por la CNT protagonizó los montajes El caso Romeo y Julieta y Natán el sabio. También participó en Enrique IV, Ser es ser visto, Zoot suit y El día más violento.
Su experiencia teatral también incluye los montajes: Shopping and fucking, Durante la noche y Déjame entrar, dirigidos por Hugo Arrevillaga, El secuestro de la Cuquis, Un corazón normal, Sigue la tormenta, La improlucha 2009 y las últimas dos ediciones de la Copa de improvisadores, entre algunas otras.

## Filmografía

### Televisión
- Lotería del crimen (2022-presente) - Bruno Barraza[1] [2][3]
- Un día para vivir (2022) - Davino
- María Félix: La Doña (2022) - Enrique Alvarez[4]
- Malverde el santo patrón (2021) - Donato Juarez
- Narcos: México (2021) - Claudio Vasquez
- Esta historia me suena (2020) - Esteban (1 episodio)
- Los pecados de Bárbara (2020) - Nicanor
- Médicos, línea de vida (2020) - Jaime
- Sitiados: México (2019) - Marciela
- Cita a ciegas (2019) - El Escapista
- Preso No.1 (2019) - Emanuel Porrúa
- Rosario Tijeras (2018) - Gabriel
- Guerra de ídolos (2017) - Lorenzo Treviño
- Perseguidos (2016) - El Checo
- Un día cualquiera (2016) - Adolfo
- Las bodas de Malena (2016) - Fernando
- Caminos de Guanajuato (2015) - Darío Rivero Lozada.
- Los miserables (2014) - Dr. Gonzalo Mallorca.
- Hombre tenías que ser (2013) - Leopoldo 'Polito' Beltrán.
- Capadocia (2010) .... Miguel Aguilar.
- XY (2009-2012) .... Adrián Campos.

### Cine
- El que busca encuentra (2017) ... Marcos
- Treintona,soltera y fantástica (2016) ... Emilio
- Alicia en el país de María (2015) ... Tonatiuh.
- Obediencia Perfecta (2014) ... Padre del protagonista.
- Viernes de ánimas (2011) .... Hugo.
- 2033 (2009) .... Pablo.